# Johnni Black
Pour les articles homonymes, voir Black et Golem.
Johnni Black, née Laurie Golem le 14 janvier 1968 à Chicago (Illinois), est une actrice pornographique américaine.

## Biographie
D'origine italienne, Johnni Black étudie la physiologie à l'Université de l'Illinois à Urbana-Champaign. En 1990, elle s'inscrit dans l'U.S. Army (section parachutisme) et part pour la Guerre du Golfe (1990-1991). Elle se marie ensuite avec son instructeur et quitte l'armée.
Elle joue dans tous les styles de films X depuis 1995 (interracial, anal, facial, gang bang, lesbienne...). Son premier film était Jenna's Revenge (Wicked Pictures). Elle s'arrête en 2005.

## Récompenses
- 1998 - AVN Award Meilleure nouvelle starlette (Best New Starlet)[2]

## Filmographie sélective
- Air Tight (1998)
- Anal Domain (1997)
- Anal Fixation (1999)
- Anal Fortune Teller (1997)
- Anal Highway (1997)
- Anal Maniacs 4	(1996)
- Anal Witness 4	 (1997)
- Dreamquest (2000)
- Eye On You 106: Johnni Black & Candy Heart (1999)
- Eye On You 40: Kyrie & Johnni Black (1997)
- Flashpoint (film, 1998)
- Girl Next Door (1997)
- Girl's Affair 16 (1998)
- Girls Of Color 2 (1998)
- Kitten (2001)
- Ladies Lovin' Ladies 4 (1998)
- Les' Be Friends (2005)
- Lesbian Connection 4 (1997)
- No Man's Land 16 (1997)
- Slumber Party 5 (1999)
- Up And Cummers 126 (2005)
- Up Close And Personal 4 (1996)
- Up Your Ass 3 (1996)

## Note et sources
1. ↑  Wicked Pictures". http://www.wickedpictures.com/bio/f-j/Johnni_Black.html. Retrieved 2008-09-10.
2. ↑  (en) « Palmarès des AVN Awards 1998 archivé sur Wayback Machine »